# Chalcosia affinis
Chalcosia affinis är en fjärilsart som beskrevs av Guérin-meneville 1843. Chalcosia affinis ingår i släktet Chalcosia och familjen bastardsvärmare. Inga underarter finns listade i Catalogue of Life.